# أليخاندرو أفيلا
أليخاندرو أفيلا (بالإسبانية: Alejandro Ávila)‏ ولد في (2 يونيو 1968؛سلامنكا غواناخواتو) هو ممثل مكسيكي اسمه الحقيقي هو أليخاندرو أراندا واختار اسمه الفني تكريما لزوج الأم هو متزوج من امرأة كوبية لهم ابنة وربيب.
شارك في العديد من المسلسلات التلفزيونية منذ 1996 وإما ظهور في شاشات العربية منذ مسلسل إزميرالدا الذي تم إنتاجه 1997 بجانب الممثل فرناندو كولنج بدور صغير وروزاليندا بجانب الممثلة تاليا أيضا بدور صغير ,وأيضا ظهر في مسلسل تيريزا الذي تم عرضه في 2012 على قناة أبوظبي بجانب انجيليك بوير وآرون دياز وسيباستيان رولي وآنا بريندا كونتريراس, وتعتبر آخر مشاهدة له حاليا على القنوات العربية في مسلسل قلوب لاتعرف الحب بدور صغير بجانب آنا بريندا كونتريراس وخورخي ساليناس وخوسيه رون وخوليان غيل وسوزانا كونزاليس, وأيضا من أشهر مسلسلاته والتي لم تعرض على شاشات العربية وقام بها من الأبطال الرئيسيين مسلسل Juro Que Te Amo في 2008 بجانب آنا بريندا وخوسيه رون الذان مثلو معه في مسلسل اللاحق قلوب لاتعرف الحب عام 2012-2013.

## وصلات خارجية
- أليخاندرو أفيلا على موقع IMDb (الإنجليزية)
- أليخاندرو أفيلا على موقع قاعدة بيانات الفيلم (الإنجليزية)

1. ↑   http://filmow.com/alejandro-avila-a264595/. {{استشهاد ويب}}: |url= بحاجة لعنوان (مساعدة) والوسيط |title= غير موجود أو فارغ (من ويكي بيانات) (مساعدة)